# Hochlandhütte
Die Hochlandhütte ist eine Alpenvereinshütte der Sektion Hochland des Deutschen Alpenvereins in 1623 m ü. NHN westlich unterhalb des Wörners auf einem kleinen Grasabsatz mit Blick zum Wettersteingebirge mit Zugspitze und Alpspitze sowie Estergebirge. Die Schutzhütte befindet sich im bayrischen Teil des Karwendels hoch über dem Tal der Isar. Die 1909 erbaute Hochlandhütte ist ein Stützpunkt für Bergtouren in der Soierngruppe sowie der Nördlichen Karwendelkette, weiters ein Ziel für Tagesgäste, die von Mittenwald kommend problemlos am selben Tag wieder absteigen können. Im Winter ist die Hütte geschlossen; einen Raum für Skitourengeher gibt es nicht, da die Umgebung kein geeignetes Terrain für Skitouren bietet.

## Baugeschichte
Die Hochlandhütte besteht aus dem ursprünglich 1909 erbauten Haupthaus und einem später ergänzten Anbau. Dieser Anbau soll 2025 einem Neubau weichen, der durch besonders wassersparende Sanitäranlagen der zunehmenden Trockenheit im Karwendel Rechnung tragen soll. Die Hütte wird deshalb 2025 ausschließlich als Kiosk ohne Übernachtungsmöglichkeit betrieben.

## Zugänge
- Von Mittenwald über Dammkarstraße oder Ochsenbodensteig und Bankerl, leicht, Gehzeit: 3½ Stunden
- Vom Parkplatz Seinsbach an der B 11 zwischen Krün und Mittenwald über den Hüttenweg, leicht, Gehzeit: 2 Stunden

## Übergänge
- Soiernhaus über die Krinner-Kofler-Hütte und die Jägersruh, mittel, Gehzeit: 5 Stunden
- Krinner-Kofler-Hütte über den Wörnersattel, mittel, Gehzeit: 2½ Stunden
- Karwendelhaus über den Wörnersattel und Bäralpl, mittel, Gehzeit: 5 Stunden
- Dammkarhütte (1667 m ü. NHN) über Predigtstuhl oder übers Bankerl, mittel, Gehzeit: 2 Stunden
- Brunnsteinhütte über Dammkarhütte, Karwendelgrube und Heinrich-Noe-Steig, schwierig, Gehzeit: 6½ Stunden
- Mittenwalder Hütte über Ochsenbodensteig, leicht, Gehzeit: 4 Stunden

## Gipfelbesteigungen
- Wörner über Wörnersattel und Normalweg (markiert, Kletterstellen im Schwierigkeitsgrad II nach UIAA, nicht gesichert), Gehzeit: 3 Stunden
- Tiefkarspitze (2430 m ü. A.), Großkarspitzen (Südliche (2289 m ü. A.), Mittlere (2361 m ü. A.), Nördliche (2420 m ü. A.)) und Hochkarspitze; nur für Kletterer geeignet
- Predigtstuhl (1975 m ü. NHN), Wörnerkopf (1979 m ü. NHN), beide weitgehend unschwierig zu besteigen, Gehzeit je 1 Stunde